# 콘체른
콘체른(독일어: Konzern)은 유럽, 특히 독일에 흔한 기업형태이다. 법률적으로 독립되어 있으나 경제적으로는 통일된 지배를 받는 기업 집단이다. 콘체른에 소속된 회사들은 계열사라고 불린다.
금융적 방법에 의하여 형성되는 집중형태로서 대부관계와 주식참여, 즉 주식보유의 2가지 형태가 있다. 일반적으로 콘체른이라고 하는 경우는 주로 주식보유의 금융적 방법에 의하여 결합되는 것만을 뜻한다. 주식보유의 방법에는 대기업이 다른 기업의 주식을 보유하면서 그것을 지배하는 경우와, 여러 기업이 각자의 주식을 상호교환하는 것에 의하여 결합하는 경우가 있다. 따라서 콘체른은 가입기업이 법률적으로 독립성을 가지고 있으며, 동종 업종뿐만 아니라 이종 업종간에도 결합되는 형태이다.

## 형태
콘체른은 그 기업 경영내용의 결합형태에 따라 생산콘체른·판매콘체른 및 금융콘체른으로 나눌 수 있다.

### 생산콘체른
생산콘체른은 여러 관련기업이 종단적, 즉 수직적으로 결합, 생산합리화로써 생산원가를 절감하도록 하는데 그 목적이 있다. 예를 들면 목재나 펄프의 같은 원료를 다루는 원료기업과, 이것을 제조하는 제조회사가 결합하여 상호이익을 증대하며 때로는 판매기업이 결합되는 수도 있다.

### 판매콘체른
수평적 콘체른이라고도 부르며, 주로 동종 기업의 횡단적 결합으로써 판매를 합리화하려는 데 그 목적이 있다. 즉, 판매망을 확보하고 거래처의 연락관계를 통하여 판매비를 절약, 시장을 지배하려는 기업결합이다.

### 금융콘체른
콘체른은 모두 금융적 방법에 의하여 형성되므로 모든 콘체른은 광의의 금융콘체른에 속한다. 협의의 금융콘체른은 금융업자가 타기업에 장기대부를 하거나 주식을 매입함으로써 여러 종류의 기업을 지배하는 것을 말한다. 금융콘체른은 생산콘체른이나 판매콘체른과는 달리 생산 및 판매상의 관계가 없는 경우에도 성립된다는 점이 그 특징이다.

## 같이 보기
- 연결재무제표